# Tudor Pro Cycling Team/Saison 2024
Diese Liste beschreibt die Mannschaft und die Erfolge des Radsportteams Tudor Pro Cycling in der Saison 2024.

## Mannschaft
| Teamkader 2024                    | Teamkader 2024     | Teamkader 2024 | Teamkader 2024                             |
| Name                              | Geburtsdatum       | Land           | Vorheriges Team                            |
| --------------------------------- | ------------------ | -------------- | ------------------------------------------ |
| Tom Bohli                         | 17. Januar 1994    | Schweiz        | Cofidis (2022)                             |
| Nils Brun                         | 14. Juni 2000      | Schweiz        | Swiss MTB Pro Team powered by Stoll (2021) |
| Aloïs Charrin                     | 8. September 2000  | Frankreich     | Chambéry CF (2020)                         |
| Arvid de Kleijn                   | 21. März 1994      | Niederlande    | Human Powered Health (2022)                |
| Jacob Eriksson                    | 1. Oktober 1999    | Schweden       | Riwal Cycling Team (2022)                  |
| Lucas Eriksson                    | 10. April 1996     | Schweden       | Riwal Cycling Team (2022)                  |
| Robin Froidevaux                  | 17. Oktober 1998   | Schweiz        | Akros-Excelsior-Thömus (2020)              |
| Miká Heming                       | 6. April 2000      | Deutschland    | ATT Investments (2022)                     |
| Alexander Kamp                    | 14. Dezember 1993  | Dänemark       | Trek-Segafredo (2022)                      |
| Petr Kelemen                      | 18. November 2000  | Tschechien     | Elkov-Kasper (2021)                        |
| Arthur Kluckers                   | 15. März 2000      | Luxemburg      | Leopard Pro Cycling (2022)                 |
| Sebastian Kolze Changizi          | 29. Dezember 2000  | Dänemark       | ColoQuick (2022)                           |
| Alexander Krieger                 | 28. November 1991  | Deutschland    | Alpecin-Deceuninck (2023)                  |
| Marius Mayrhofer                  | 18. September 2000 | Deutschland    | Team DSM-Firmenich (2023)                  |
| Simon Pellaud                     | 6. November 1992   | Schweiz        | Trek-Segafredo (2022)                      |
| Rick Pluimers                     | 7. Dezember 2000   | Niederlande    | Jumbo-Visma Development Team (2022)        |
| Sébastien Reichenbach             | 28. Mai 1989       | Schweiz        | Groupama-FDJ (2022)                        |
| Michael Storer                    | 28. Februar 1997   | Australien     | Groupama-FDJ (2023)                        |
| Florian Stork                     | 27. April 1997     | Deutschland    | Team DSM-Firmenich (2023)                  |
| Joel Suter                        | 25. Oktober 1998   | Schweiz        | UAE Team Emirates (2022)                   |
| Roland Thalmann                   | 5. August 1993     | Schweiz        | Team Vorarlberg (2022)                     |
| Matteo Trentin                    | 2. August 1989     | Italien        | UAE Team Emirates (2023)                   |
| Yannis Voisard                    | 26. Juli 1998      | Schweiz        | Akros-Thömus (2019)                        |
| Hannes Wilksch                    | 30. Oktober 2001   | Deutschland    | Tudor Pro Cycling U23 (2023)               |
| Luc Wirtgen                       | 7. Juli 1998       | Luxemburg      | Bingoal Pauwels Sauces WB (2022)           |
| Maikel Zijlaard                   | 1. Juni 1999       | Niederlande    | VolkerWessels Cycling Team (2022)          |
| Marco Brenner                     | 27. August 2002    | Deutschland    | Team DSM-Firmenich (2023)                  |
| Mathys Rondel (20. Jul.–31. Dez.) | 23. September 2003 | Frankreich     | Tudor Pro Cycling U23 (2024)               |
|                                   |                    |                |                                            |
| Quelle: ProCyclingStats           |                    |                |                                            |

## Siege
| Siege    | Siege                                                         | Siege       | Siege  | Siege           | Siege |
| Datum    | Rennen                                                        | Staat       | Klasse | Sieger          |       |
| -------- | ------------------------------------------------------------- | ----------- | ------ | --------------- | ----- |
| 4. Mär.  | Paris–Nizza, 2. Etappe                                        | Frankreich  | 2.UWT  | Arvid de Kleijn |       |
| 19. Mär. | Settimana Internazionale, 1. Etappe                           | Italien     | 2.1    | Marco Brenner   |       |
| 4. Apr.  | Région Pays de la Loire Tour, 3. Etappe                       | Frankreich  | 2.1    | Alberto Dainese |       |
| 23. Apr. | Tour de Romandie, Prolog                                      | Schweiz     | 2.UWT  | Maikel Zijlaard |       |
| 20. Jun. | Luxemburger Meisterschaften, Einzelzeitfahren der Männer      | Luxemburg   | CN     | Arthur Kluckers |       |
| 23. Jun. | Schwedische Meisterschaften, Straßenrennen Männer             | Schweden    | CN     | Jacob Eriksson  |       |
| 23. Jun. | Deutsche Straßen-Radmeisterschaften, Straßenrennen der Männer | Deutschland | CN     | Marco Brenner   |       |
| 25. Jul. | Tour de Wallonie, 4. Etappe                                   | Belgien     | 2.Pro  | Matteo Trentin  |       |
| 26. Jul. | Tour de Wallonie, Gesamtwertung                               | Belgien     | 2.Pro  | Matteo Trentin  |       |
| 8. Sep.  | Grand Prix de Fourmies                                        | Frankreich  | 1.Pro  | Arvid de Kleijn |       |
| 15. Sep. | Grand Prix d’Isbergues                                        | Frankreich  | 1.1    | Arvid de Kleijn |       |
| 2. Okt.  | Tour de Langkawi, 4. Etappe                                   | Malaysia    | 2.Pro  | Arvid de Kleijn |       |
| 3. Okt.  | Tour de Langkawi, 5. Etappe                                   | Malaysia    | 2.Pro  | Arvid de Kleijn |       |

## UCI-Weltranglisten-Platzierungen
| UCI-Ranking | UCI-Ranking              | UCI-Ranking | UCI-Ranking |
| Fahrer      | Fahrer                   | Land        | Punkte      |
| ----------- | ------------------------ | ----------- | ----------- |
| 81.         | Matteo Trentin           | Italien     | 1068 P.     |
| 94.         | Michael Storer           | Australien  | 968 P.      |
| 133.        | Arvid de Kleijn          | Niederlande | 732 P.      |
| 205.        | Marco Brenner            | Deutschland | 506.3 P.    |
| 217.        | Alberto Dainese          | Italien     | 460 P.      |
| 256.        | Rick Pluimers            | Niederlande | 351 P.      |
| 258.        | Yannis Voisard           | Schweiz     | 348 P.      |
| 264.        | Marius Mayrhofer         | Deutschland | 336 P.      |
| 435.        | Maikel Zijlaard          | Niederlande | 198 P.      |
| 622.        | Jacob Eriksson           | Schweden    | 115 P.      |
| 625.        | Simon Pellaud            | Schweiz     | 115 P.      |
| 645.        | Florian Stork            | Deutschland | 109 P.      |
| 669.        | Tom Bohli                | Schweiz     | 104 P.      |
| 744.        | Arthur Kluckers          | Luxemburg   | 88 P.       |
| 884.        | Sébastien Reichenbach    | Schweiz     | 68 P.       |
| 959.        | Lucas Eriksson           | Schweden    | 60 P.       |
| 1235.       | Robin Froidevaux         | Schweiz     | 41 P.       |
| 1454.       | Miká Heming              | Deutschland | 30 P.       |
| 1508.       | Alexander Kamp           | Dänemark    | 29 P.       |
| 1538.       | Luc Wirtgen              | Luxemburg   | 27 P.       |
| 1687.       | Roland Thalmann          | Schweiz     | 21 P.       |
| 2371.       | Nils Brun                | Schweiz     | 7 P.        |
| 2385.       | Petr Kelemen             | Tschechien  | 7 P.        |
| 2776.       | Sebastian Kolze Changizi | Dänemark    | 3 P.        |